# Abū Manṣūr al-Azharī
Abū Manṣūr al-Azharī (en arabe : أبو منصور الأزهري), né en 895 à Hérat et mort en 980 dans la même ville, est un lexicographe.